# Wereldkampioenschap ijshockey vrouwen 2005
Het wereldkampioenschap ijshockey vrouwen 2005 was het 9e wereldkampioenschap ijshockey voor vrouwen in de hoogste divisie en werd gespeeld van 2 t/m 9 april 2005 in Zweden. De speellocaties waren de Saab Arena in Linköping en de Himmelstalundshallen in Norrköping. De wedstrijden om de 5e t/m 8e plaats werden gespeeld in Norrköping en die om de 1e t/m 4e plaats in Linköping. 
Het deelnemersveld bestond uit de nummers 1 tot en met 7 van het vorige wereldkampioenschap in 2004 en de winnaar van Divisie 1 2004, Kazachstan. Wereldkampioen werd de Verenigde Staten met een 1-0 overwinning in de finale op Canada. Alle acht ploegen namen deel aan het volgende wereldkampioenschap in 2007 waaraan Zwitserland als deelnemer werd toegevoegd. 

## Wedstrijdformule
De acht aan het toernooi deelnemende landen werden verdeeld in twee groepen van vier die een rond toernooi speelden. De nummers 1 speelden in de halve finale tegen de nummers 2 van de andere groep. De winnaars daarvan speelden de finale en de verliezers de wedstrijd om de 3e  plaats. De nummers 3 van de groepen speelden tegen de nummers 4 van de andere groep kruiswedstrijden. De winnaars daarvan speelden om de 5e plaats en de verliezers om de 7e plaats.

## Groep A

### Tabel
| Plaats | Nationale p[oeg | Gesp. | Winst | Verlies | Gelijk | Doelp. voor | Doelp. tegen | Punten |
| ------ | --------------- | ----- | ----- | ------- | ------ | ----------- | ------------ | ------ |
| 1.     | Canada          | 3     | 3     | 0       | 0      | 35          | 0            | 6      |
| 2.     | Zweden          | 3     | 2     | 1       | 0      | 8           | 12           | 4      |
| 3.     | Rusland         | 3     | 0     | 2       | 1      | 3           | 17           | 1      |
| 4.     | Kazachstan      | 3     | 0     | 2       | 1      | 3           | 20           | 1      |

### Wedstrijden
2 april
- Zweden -  Rusland 3 – 1 (0-0, 2-1, 1-0)

3 april
- Canada -  Kazachstan 13 – 0 (4-0, 6-0, 3-0)

4 april
- Rusland -  Canada 0 – 12 (0-1, 0-4, 0-7)
- Zweden -  Kazachstan 5 – 1  (0-0, 0-0, 5-1)

6 april
- Kazachstan -  Rusland 2 – 2 (1-1, 0-1, 1-0)
- Canada -  Zweden 10 – 0 (3-0, 4-0, 3-0)

## Groep B

### Tabel
| Plaats | Nationale p[oeg  | Gesp. | Winst | Verlies | Gelijk | Doelp. voor | Doelp. tegen | Punten |
| ------ | ---------------- | ----- | ----- | ------- | ------ | ----------- | ------------ | ------ |
| 1.     | Verenigde Staten | 3     | 3     | 0       | 0      | 23          | 3            | 6      |
| 2.     | Finland          | 3     | 2     | 1       | 0      | 11          | 10           | 4      |
| 3.     | China            | 3     | 0     | 2       | 1      | 6           | 16           | 1      |
| 4.     | Duitsland        | 3     | 0     | 2       | 1      | 4           | 15           | 1      |

### Wedstrijden
3 april
- Verenigde Staten -  China 8 – 2 (4-1, 2-0, 2-1)
- Finland -  Duitsland 5 – 1 (3-0, 2-0, 0-1)

5 april
- Duitsland -  Verenigde Staten 0 – 7 (0-5, 0-1, 0-1)
- Finland -  China 5 – 1 (0-0, 4-1, 1-0)

6 april
- China -  Duitsland 3 – 3 (1-1, 0-2, 2-0)
- Verenigde Staten -  Finland 8 – 1 (2-0, 3-0, 3-1)

## Competitie om de 5et/m 8eplaats

### Kruiswedstrijden
8 april
- China -  Kazachstan 3 – 0 (1-0, 1-0, 1-0)
- Rusland =  Duitsland 1 – 2 (1-1, 0-1, 0-0)

### Wedstrijd om de 7eplaats
9 april
- Rusland -  Kazachstan 1 – 2 na shoot outs (1-0, 0-1, 0-0 - 0-0 - 0-1)

### Wedstrijd om de 5eplaats
9 april
- China -  Duitsland 0 – 3 (0-1, 0-1, 0-1)

## Competitie om de 1et/m 4eplaats

### Halve finale
8 april
- Canada -  Finland 3 – 0 (0-0, 2-0, 1-0)
- Zweden -  Verenigde Staten 1 – 4 (1-0, 0-3, 0-1)

### Wedstrijd om de 3eplaats
9 april
- Zweden -  Finland 5 – 2 (1-1, 0-1, 4-0)

### Finale
9 april
- Verenigde Staten -  Canada 1 – 0 na shoot outs (0-0, 0-0, 0-0 - 0-0 - 1-0)

## Eindstand
| Plaats | Landenploeg      |
| ------ | ---------------- |
| Goud   | Verenigde Staten |
| Zilver | Canada           |
| Brons  | Zweden           |
| 4.     | Finland          |
| 5.     | Duitsland        |
| 6.     | China            |
| 7.     | Kazachstan       |
| 8.     | Rusland          |